# 環境 (系統)
在自然科学和工程科学中，通常称物质世界被研究的部分为系统，而在其边界外的部分被称为系统的环境。依据系统的类型不同，系统可以与其环境发生物质、能量（包括热量和功）、动量、电荷或其他守恒量的交换。而在一些学科研究中，例如信息论中，要考虑信息的交换。除非在需要考虑这些活动是，系统的环境通常在对系统研究时会被忽略。